# Nishineuria cornuta
Nishineuria cornuta is een steenvlieg uit de familie borstelsteenvliegen (Perlidae). De wetenschappelijke naam van de soort is voor het eerst geldig gepubliceerd in 1990 door Uchida.